# 편의점

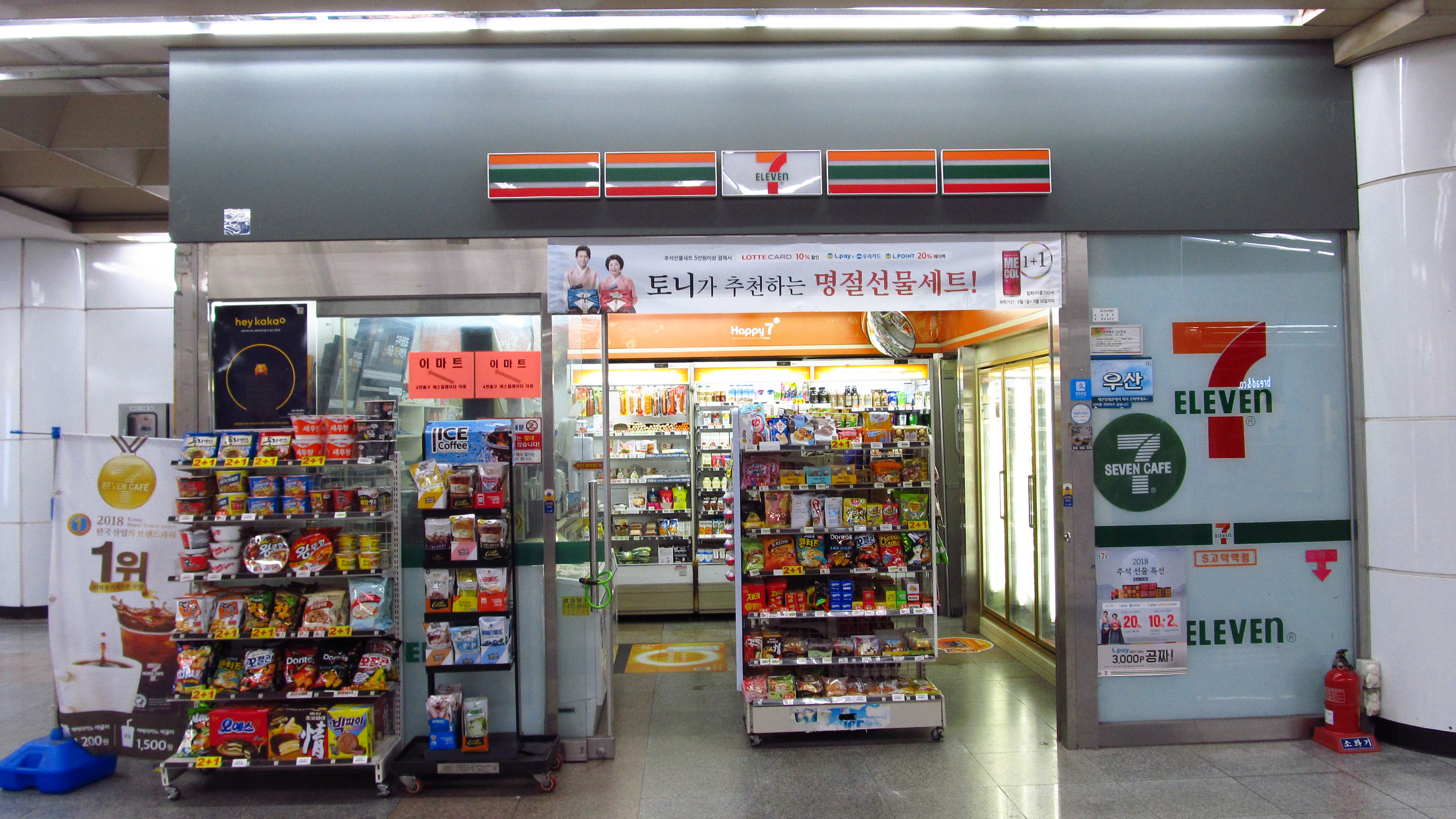
서울 고덕역의 세븐일레븐

편의점(便宜店, Convenience Store, CVS)은 고객의 편의를 위해 24시간·연중 무휴로 영업하는 소규모 점포이다. 식료품, 일용잡화, 안전상비의약품, 의약외품 등 여러 종류의 제품을 취급한다.

## 대한민국의 편의점
대한민국 최초의 편의점은 1982년 롯데쇼핑에서 서울 약수시장 앞에 개점한 세븐일레븐 1호점이다. 그러나 롯데세븐은 3호점을 끝으로 1984년 모두 철수했다. 실질적으로 편의점이 널리 퍼진 시기는 1988년 세븐일레븐에서 1호점인 올림픽점을 개점한 후부터이다. 대한민국의 편의점은 2010년대 이후 백화점이나 마트 등 기존의 유통산업이 고전하는 가운데 꾸준한 매출신장을 보였다. 이처럼 편의점 사업이 크게 성장한 이유로 젊은 층 1~2인 가구가 늘어나면서 이들의 취향에 편의점 제품이 부응했기 때문이라는 분석이 나왔다.
2016년 1월 기준, 업계 1위는 CU(점포 9410개, 시장점유율 33.3%)이며, 2위는 GS25(9285개, 28.6%), 3위는 세븐일레븐(8000개, 26%), 4위는 미니스톱(2200개, 8.6%) 순이다. 2016년 중순 CU와 GS25의 점포 수가 둘 다 1만 개를 돌파하였다.
2021년 3월 기준으로 최신화 할 경우 업계 1위는 여전히 CU(점포 1만 5,816개)이고, 2위는 GS25(점포 1만 5,453개), 3위는 세븐일레븐(1만 3,775개), 4위 이마트24(5,891개)이다. 또한 본래 업계 4위에 위치하던 미니스톱을 코리아세븐이 인수하여 세븐일레븐과 통합하였다.
특이 기록으로, 2021년 12월 기준 편의점에서 판매한 최고가 상품은 GS25에서 설 선물세트로 판매된 1억3340만원에 달하는 윌슨베네시사의 ‘레졸루션 오디오 세트’이다.

### 대한민국 편의점의 이색 서비스
코로나 19 유행 전후로 전국 다양한 장소에 위치한 편의점이 새로운 오프라인 플랫폼으로 부상하고 있다. 기존의 제품판매 뿐만 아니라 다양한 서비스를 소비자들에게 제공한다.
세븐일레븐 측은 2021년 말부터 소프트웨어 솔루션 기업 디앤써와 협업하여 세븐일레븐 점포에서 민원 문서를 출력하는 서비스를 도입했으며 공릉지점에서 시범운영 중에 있다. CU 측에서는 인어교주해적단과 협력을 통해 수산시장에서 판매한 활어회를 오프라인 점포에서 받아 가는 서비스를 시범 운영 중이다.
GS25 측은 2020년부터 서울 전역과 경기 일부 지역 점포 총 1,900여 곳에서 세탁 서비스를 제공한다. 협업중인 업체인 세탁특공대에 서비스를 신청 한 뒤, 서비스를 제공하는 가까운 GS25 점포에 세탁물을 맡기면 된다. 세탁을 완료하면 48시간 안에 비대면으로 새벽에 배송한다.
이 밖에도 카페형, 주류 특화형, 금융 서비스 제공, 렌탈 서비스, 세금 수납 서비스, 교통카드 충전 등 다양한 이색 편의점 서비스가 등장한다.

### 편의점 아르바이트
브랜드별로 POS기의 차이가 있고 시간대별  업무 차이가 있지만, 모든 시간대에서 공통적으로 접객, 상품 판매 및 계산 업무, 미성년자 판매 금지 물품을 사는 고객에 대한 신분증 검사, 매장 내외 청소, 배송 받은 상품의 검수, 상품 진열, 유통기한 체크, 담배재고 점검, 시재 점검을 수행한다. 보통 주간 시간대에는 계산 업무와 배송 받은 상품의 검수 및 진열 업무가 많은 편이고, 야간 시간대에는 분리수거, 청소, 상품 정리정돈 등의 업무가 많은 편이다.

## 국가별 편의점

### 일본
일본 최초 편의점은 1969년 등장했고, 최초 편의점 프랜차이즈인 세븐일레븐은 1974년 이토요카도가 미국의 사우스랜드 사(社)와 제휴해 세븐일레븐 1호점을 토요스에 개점하였다.
일본 프랜차이즈 협회의 발표에 따르면 일본 전국에는 2018년 5만 8,340개의 점포가 운영중이다. 점포수가 가장 많은 일본 세븐일레븐이 2만 981개로 1위를 차지하고, 그 뒤로 훼미리마트가 1만 6,663개 2위, 로손이 1만 4,520개로 3위에 있다. 그 뒤로는 미니스톱, 데일리 야마자키, 세이코마트 뉴데이즈 등이 잇따른다.
2021년 1월 일본 프랜차이즈 협회가 발표한 일본 편의점 2020년 기반 매출은 10조 6,608억엔으로 2019년에 비해 4.5% 감소했다. 관련통계를 처음 시작한 2005년 이래 최초로 하락세임을 밝혔다. 이는 코로나19로 출근 인력 감소와 관광객 감소로 매출 하락이 영향을 미쳤다고 일본경제신문은 분석했다.

### 대만

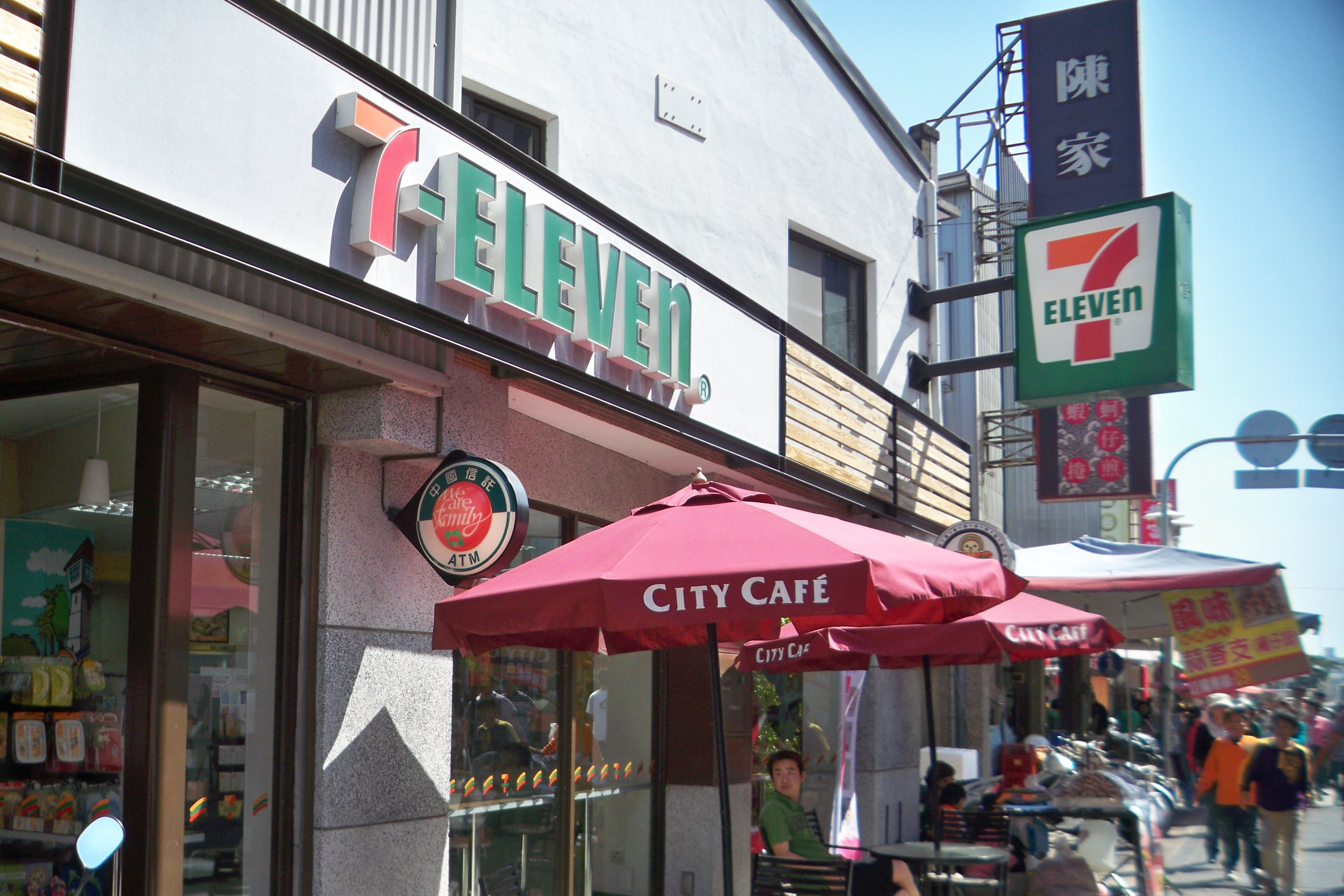
타이난의 세븐일레븐

2021년 기준 대만은 세계에서 2번째로 편의점 점포당 인구수(점포당 2,065명)가 많은 나라였다. 특히 수도인 타이페이에는 불과 몇백미터 내에 여러개의 편의점이 밀집한 모습을 쉽게 볼 수 있다.
시장 점유율이 가장 큰 업체는 세븐일레븐으로 4,665개의 매장이 있다. 두번째로 큰 업체는 훼미리마트로 3,000개가 넘는 매장을 가졌다. 또한 대만 토종 편의점인 하이라이프와 써클 K의 대만 버전인 OK마트도 있다.
대만은 편의점이 도처에 있기 때문에 금융, 정부 기관을 대신하는 서비스를 여럿 운영 중인데, 주차 요금 납부, 공공 서비스 요금 납부 등이 이에 해당된다. 도시에 거주하는 약 80%의 대만인들이 매주 편의점을 방문한다.

## 편의점 브랜드

### 대한민국
CU, GS25, 세븐일레븐, 이마트24, 스토리웨이,씨스페이스24, IGA (supermarkets)

### 일본
세븐일레븐, 로손, 훼미리마트, C.K.Sunkus, 미니스톱, 데일리 야마자키, am/pm, 세이코마트, 포푸라, 쓰리에프, 뉴데이즈

### 대만
OK마트, 하이라이프, 세븐일레븐, 훼미리마트

## 같이 보기
관련 시설
- 주유소
- LPG 충전소

유통업체
- 할인점
- 백화점